# Instituto Politécnico do Rio de Janeiro
O Instituto Politécnico - IPRJ é o campus da Universidade do Estado do Rio de Janeiro (UERJ) em Nova Friburgo, situado na Rua Bonfim, 25 em Vila Amélia -  Nova Friburgo RJ.
Atua em ensino, pesquisa e extensão, incluindo mestrado e doutorado em Modelagem Computacional (Capes conceito 6), desde 1995, e mestrado em Ciência e Tecnologia de Materiais desde 2007.
O ex-ministro da ciência, tecnologia e inovação do Brasil, Marco Antonio Raupp, foi o primeiro diretor do IPRJ, de 1990 a 1992.
O IPRJ atua também com os setores produtivos da região
, nomeadamente os
APLs da Moda e Indústria Metal-Mecânica, com atividades protagonizadas pelo
Núcleo de Desenvolvimento e Difusão Tecnológica (ND2Tec), pela
Incubadora de Empresas de Base Tecnológica (IEBTec, ORIGEM) e por diversos laboratórios.

## História
Em 1950, a prefeitura local e a Fundação Getúlio Vargas implantaram no Alto da Cascata --- Parque Ambiental José Simões Lopes --- o Colégio Nova Friburgo, uma instituição de ensino médio de excelência.  A unidade fechou as portas em 1977 e em suas dependências passou a funcionar o Instituto Politécnico do Rio de Janeiro (IPRJ), criado em 1989.
O IPRJ era inicialmente ligado à Secretaria de Estado de Ciência e Tecnologia. O atual ministro da ciência, tecnologia e inovação do Brasil,  Marco Antonio Raupp, foi o primeiro diretor do IPRJ. Em 1993, o IPRJ foi incorporado à UERJ como campus regional Instituto Politécnico, mantendo a sigla IPRJ. Quando foi incorporado à UERJ, o diretor passou a ser o Prof. Paulo Jorge Serpa Paes Leme.
Em 1995 foi iniciado o programa de mestrado e doutorado em Modelagem Computacional, de caráter interdisciplinar, bem como a Incubadora de Empresas de Base Tecnológica(IEBTec).  Desde 2001, o IPRJ é uma unidade acadêmica
vinculada ao Centro de Tecnologia e Ciências. O corpo docente é integralmente
titulado ao nível de doutorado nas áreas de matemática, física e engenharia.
O IPRJ começou a oferecer em 1999 o seu primeiro curso de graduação, o curso de Engenharia Mecânica, e em 2008, o curso de Engenharia de Computação. Ambos são voltados para a formação de profissionais versáteis, de perfil contemporâneo, abrigando uma marcada orientação criativa para a aplicação da modelagem computacional na análise de fenômenos diversos e no desenvolvimento de produtos inteligentes através de matrizes curriculares inovadoras, estimulantes e desafiadoras. Na montagem dos cursos de graduação buscou-se  incentivar
características inter e multidisciplinar. Na formulação dos projetos pedagógicos, procurou-se um equilíbrio adequado entre a tradição e a inovação, atendendo às exigências da legislação em vigor dos órgãos credenciadores e sociedades profissionais e, ao
mesmo tempo, foram incluídas ações que visam atender às demandas atuais da
sociedade para a formação de um profissional com um perfil modernizado.
Em 2007 o IPRJ iniciou o mestrado em Ciência e Tecnologia de Materiais.
Em janeiro de 2011, o campus do IPRJ foi atingido diretamente pela catástrofe climática que atingiu a região serrana do estado do Rio de Janeiro: laboratório e alojamento foram atingidos por deslizamentos de terra e a rua Alberto Rangel foi bloqueada por uma erosão; não houve mortos no local. O acesso ao IPRJ passou a ser feito por uma servidão, pela qual foi feita a mudança das instalações. Os períodos letivos de graduação de 2011 foram cumpridos numa parte alugada do campus da universidade Estácio na mesma cidade. 
Em março de 2012, entraram em funcionamento novas instalações definitivas no bairro de Vila Amélia, em parte da então fábrica Filó, adquiridas da Triumph International. 
O abandono do antigo campus Vila Nova foi protestado judicialmente; foi cogitada a instalação de uma unidade do Exército Brasileiro a fim de preparar especialistas em atividades de Infantaria Leve, porém os poderes públicos não entraram em consenso, tamanho seria o investimento para retorno a longo prazo, as instalações deveriam atender as necessidades operacionais do Exercito a custos reduzidos, fatos que impossibilitaram os investimentos.

## Programa de Pós-Graduação em Modelagem Computacional
O  programa de pós em modelagem computacional do Instituto Politécnico, pioneiro no país, entende que a modelagem computacional
 permite o desenvolvimento de pesquisas inovadoras ao lidar com problemas provenientes de diversas disciplinas como engenharia, física, química, biologia, matemática, informática e computação, entre outras, forjando uma bem-vinda linguagem interdisciplinar pela conjunção de modelos físicos, matemáticos e computacionais, associados a tecnologias contemporâneas. A metodologia da modelagem computacional é útil em prover respostas às diversas áreas do conhecimento sendo essencial agregar os pontos de vista da modelagem matemática, da experimentação física, da representação discreta, da programação e da simulação e experimentação computacionais. A modelagem computacional é, em si mesma, uma metodologia de pesquisa e ensino inerentemente interdisciplinar, que utiliza computação científica e ciências exatas na abordagem de problemas de interesse em engenharia e ciências aplicadas, bem como no desenvolvimento, implementação e utilização de novas tecnologias. Entende-se que a modelagem computacional, aliada às tecnologias da informação, encerra um novo paradigma de investigação científica, criando uma linguagem comum baseada em modelos matemáticos, e em plataformas computacionais na resolução de problemas contemporâneos. A busca sistemática das atividades essenciais da construção de modelos, da captação automatizada de dados experimentais, do treinamento e validação dos modelos como atividades integradas e retro-alimentadas são cruciais à metodologia da modelagem computacional. A modelagem computacional claramente se diferencia da matemática, da física, da estatística e da informática, áreas tradicionais nas quais mais profundamente se apoia, porque a integração entre estas, que historicamente foram se diferenciando e afastando, é agora possível devido às tecnologias contemporâneas, e que novas oportunidades estão surgindo a todo o momento provenientes de disciplinas como a biologia, a economia, a sociologia, a informática, entre outras, uma vez que modelos mais sofisticados podem ser utilizados nestes tempos de incrível e crescente volume de processamento computacional. Classicamente poder-se-ia afirmar que quem constrói modelos são físicos ou engenheiros, que matemáticos os depuram e extraem suas propriedades, e os estatísticos os treinam e testam. Claramente esse particionamento é grosseiro, mas dá uma visão interessante. A partir do momento que novas tecnologias digitais ficaram disponíveis, uma grande revolução foi iniciada. A informática surgiu com intenso vigor avançando sobre inúmeras atividades humanas. A estruturação do conhecimento científico, a partir de modelos matemáticos, começou a ficar mais evidente e a sua utilização necessitou a ampliação da cooperação de cientistas de diferentes áreas. A linguagem comum, a calibração e a junção com a tecnologia, para utilização em área específica de aplicação tornou-se uma abordagem necessária que no Brasil leva o nome de Modelagem Computacional e em alguns países de língua inglesa como en:Computational Science and Engineering.  As questões colocadas ao modelador computacional são muito instigantes, de caráter mais global, integrado e interdisciplinar e apresentam enormes desafios para construir entendimentos, leituras, soluções apoiadas através das fronteiras disciplinares.

## Departamentos
- DMC - Departamento de Modelagem Computacional
- DEMEC - Departamento de Engenharia Mecânica e Energia
- DEMAT - Departamento de Materiais

## Cursos de graduação
- Engenharia de Computação
- Engenharia Mecânica

## Cursos de pós-graduação
- Mestrado e Doutorado em Modelagem Computacional (Capes nível 6)
- Mestrado em Ciência e Tecnologia de Materiais